# Heather Kafka
Heather Kafka est une actrice américaine née le 7 juillet 1972 à Austin, Texas.

## Filmographie
- 2023 : Lawmen : L'histoire de Bass Reeves (Lawmen: Bass Reeves) (série TV)
- 2013 : Joe
- 2005 : Idiocracy : la femme au Carl's Jr.
- 2005 : Scandaleusement célèbre : la femme de L.A.
- 2005 : A Scanner Darkly : la fille de New Path
- 2004 : L'Arnaque de Wendell Baker : Marianne
- 2003 : Massacre à la tronçonneuse : Henrietta
- 2002 : Three Days of Rain : Lisa (sketch Sleepy)
- 2000 : Où le cœur nous mène : Delphia
- 1996 : L'Angoisse d'une mère (The People Next Door) (TV) : la femme dans le parc